# ネクスト (ファッションブランド)
ネクスト（Next）は、イギリスのアパレルメーカーであるNext plcが展開する英国最大のSPA（specialty store retailer of private label apparel）ファッションブランド。婦人服・ベビー服・紳士服を中心にシューズや生活雑貨を扱い、世界70カ国以上でオンライン販売を、また世界40カ国以上で店舗販売が行われている。Next plcはイングランドのレスターに本拠を置き、ロンドン証券取引所に上場している（LSE: NXT）。

## 沿革
ネクストの前身は、ジョゼフ・ヘプワース（Joseph Hepworth）が1864年にリーズで創業したJ Hepworth & Sonである。長らく紳士向けの仕立屋として事業を行ってきたが、1981年に婦人服を取り扱うKendall and Sonsを買収し、翌1982年2月に新店舗の「Next」を開業、当初Nextは婦人服のみを扱ったが、1984年に紳士服の取り扱いも開始した。1985年に生活雑貨の取り扱いを開始し、1986年に会社名をNext plcに改めた。1999年にオンライン販売をスタート、2008年に若年層向けブランドのLipsyを買収した。2010年代に入り、オンライン販売の伸びが店舗販売を上回ったが、現在もオンライン販売と店舗販売を並行して行っている。

## 日本における販売
日本では、日本語公式ウェブサイト上でのオンライン販売が行われている。また、店舗販売は、1996年に業務提携を行ったゼビオホールディングスが運営を行ってきたが、2023年5月をもって、全店舗が閉鎖された。